# Jean-Lin Lacapelle
Jean-Lin Lacapelle (Lyon, 17 de Abril de 1967) é um político francês.

## Biografia
Jean-Lin Lacapelle nasceu em 17 de Abril de 1967, em Lyon.
Foi Conselheiro Regional do Centro de 1998 a 2010.
É eleito deputado ao Parlamento Europeu, mas o seu mandato só começa após a saída do Reino Unido da União Europeia, em 1 de Fevereiro de 2020.